# Samuel Schemberg
Samuel Schemberg (Rio de Janeiro, 23 luglio 1925 – Rio de Janeiro, 11 luglio 2005) è stato un pallanuotista brasiliano.
È stato membro del Brasile che ha partecipato ai Giochi di Helsinki 1952, nel torneo di pallanuoto, classificandosi al nono posto.
Nel 1951, ha vinto un argento ai I Giochi panamericani.